# Joseph Schauers
Joseph Anthony "Joe" Schauers (ur. 27 maja 1909 w Filadelfii, zm. 18 października 1987 tamże) – amerykański wioślarz, złoty medalista olimpijski.
Wystąpił na igrzyskach olimpijskich w Los Angeles w 1932, gdzie reprezentanci USA w składzie: Charles Kieffer, Joseph Schauers i Edward Jennings zdobyli złoty medal w dwójkach ze sternikiem. W wyścigu finałowym o 5,4 sekundy wyprzedzili Polaków Janusza Ślązaka, Jerzego Brauna i Jerzego Skolimowskiego. Był to jego jedyny start olimpijski.